# Tjusningen

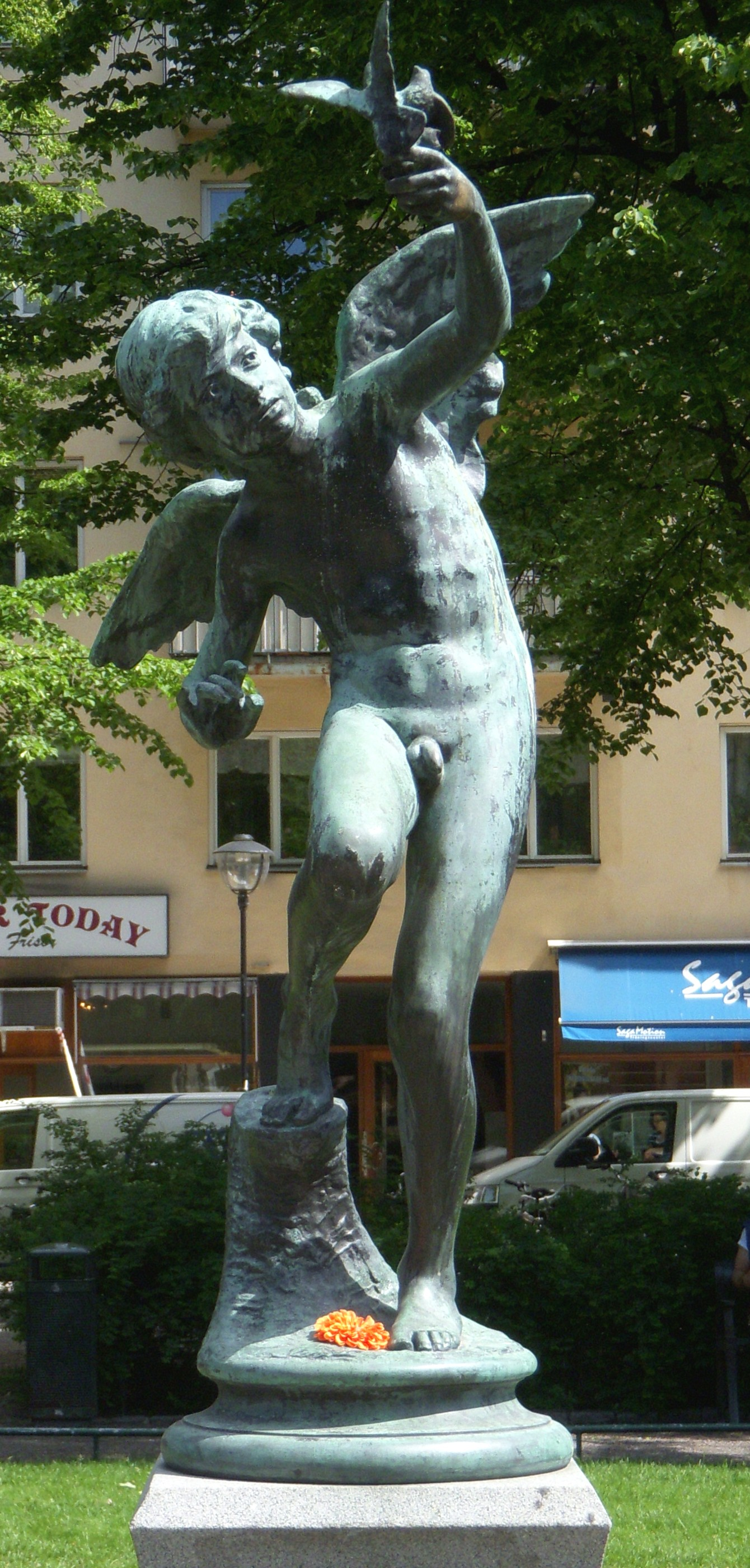
Tjusningen i Stockholm, 2010

Tjusningen (franska: Le Charme) är en skulptur av en stående pojke med vingar och fågel vid vänster hand, ursprungligen utförd i gips av Per Hasselberg 1880 - senare gjuten i brons. 
Tjusningen var Hasselbergs första offentliga verk, och föreställer en ung pojke med vingar som leker med två fåglar som sitter i hans upplyfta hand. Verket har uppmärksammats för den fina rörelsestudien.

## Exemplar (urval)
- Original i gips 1880 (Göteborgs konstmuseum)
- Gjuten i brons 1917 på Meyers konstgjuteri (Rådhusparken i Ronneby)
- Gjuten i brons 1917 på Meyers konstgjuteri (Mariatorget, Stockholm)[2]